# (2385) Мустель
(2385) Мустель — астероид главного пояса, который был открыт 11 ноября 1969 года советским астрономом Л.И.Черных в Крымской астрофизической обсерватории и назван в честь советского астронома Эвальда Рудольфовича Мустеля.